# California (canção de Mylène Farmer)
"California" é uma canção gravada pela cantora, e atriz francesa Mylène Farmer. Foi o terceiro single de seu quarto álbum de estúdio, Anamorphosée, e foi lançada em 26 de março de 1996. A música marcou sua única colaboração com o roteirista de cinema e diretor americano Abel Ferrara, que dirigiu o muito caro videoclipe em que Farmer aparece como uma mulher burguesa e prostituta. Tendo sido composta pelo francês Laurent Boutonnat, Farmer descreve na canção a necessidade do exílio, e anonimato, que a levou a viver na Califórnia em meados da década de 1990, misturando várias palavras do inglês com o francês, incluindo citações de Guillaume Apollinaire. Teve relativo sucesso na França, e na Bélgica, mas foi um de seus principais sucessos na Rússia, e no Leste Europeu.

## Antecedentes, redação e lançamento
Farmer queria lançar "California", uma das canções mais ousadas do álbum, através do marketing da Anamorphosée. No entanto, foi lançado muitos meses depois, como o terceiro single, mas foi amplamente transmitido no rádio. Muitos fãs consideram esta música como uma das mais emblemáticas do Farmer.
Entre as diferentes mídias para este single, havia um CD single distribuído em uma edição limitada em digipack tríptico e um CD maxi que contém seis faixas - este é o único CD maxi na carreira de Farmer ainda à venda porque, com base no número de faixas, é referenciado pela Universal como um "mini-álbum" e é reeditado. "California" também foi lançado na Alemanha com uma nova capa branca. Os vários remixes são o resultado de uma colaboração entre Laurent Boutonnat,  Bertrand Châtenet ('LAPD remix', e 'wandering club mix'), e dos DJs Niki Gasolino, Peter Parker, Nils Ruzicka, e Ramon Zenker. Duas versões do CD promocional foram enviadas para estações de rádio em 29 de fevereiro de 1996; uma delas, a edição luxuosa, mostra o contorno de Farmer, que precisa ser levantado para remover o CD. O designer francês Henry Neu, disse que ficou orgulhoso por tê-lo criado.